# Thailanda Open
Thailanda Open este un turneu de tenis pentru jucătoare profesioniste care are loc anual la Hua Hin, Thailanda, începând cu sezonul 2019. Este clasificat ca un turneu la nivel WTA 250 și face parte din Circuitul WTA. Turneul se joacă pe terenuri cu suprafață dură, în interior.

## Rezultate

### Simplu
| An                    | Campioană         | Finalistă        | Scor               |
| --------------------- | ----------------- | ---------------- | ------------------ |
| ↓ WTA International ↓ |                   |                  |                    |
| 2019                  | Daiana Iastremska | Ajla Tomljanović | 6–2, 2–6, 7–6(7–3) |
| 2020                  | Magda Linette     | Leonie Küng      | 6–3, 6–2           |
| 2021–22               | Nu s-a ținut      | Nu s-a ținut     | Nu s-a ținut       |
| ↓ WTA 250 ↓           |                   |                  |                    |
| 2023                  | Zhu Lin           | Lesia Țurenko    | 6–4, 6–4           |
| 2024 (1)              | Diana Shnaider    | Zhu Lin          | 6–3, 2–6, 6–1      |
| 2024 (2)              | Rebecca Šramková  | Laura Siegemund  | 6–4, 6–4           |

### Dublu
| An                    | Campioane                           | Finaliste                    | Scor              |
| --------------------- | ----------------------------------- | ---------------------------- | ----------------- |
| ↓ WTA International ↓ |                                     |                              |                   |
| 2019                  | Irina-Camelia Begu Monica Niculescu | Anna Blinkova Wang Yafan     | 2–6, 6–1, [12–10] |
| 2020                  | Arina Rodionova Storm Sanders       | Barbara Haas Ellen Perez     | 6–3, 6–3          |
| 2021–22               | Nu s-a ținut                        | Nu s-a ținut                 | Nu s-a ținut      |
| ↓ WTA 250 ↓           |                                     |                              |                   |
| 2023                  | Chan Hao-ching Wu Fang-hsien        | Wang Xinyu L Zhu             | 1–6, 6–4, [10–7]  |
| 2024 (1)              | Miyu Kato Aldila Sutjiadi           | Guo Hanyu Jiang Xinyu        | 6–4, 1–6, [10–7]  |
| 2024 (2)              | Anna Danilina Irina Khromacheva     | Eudice Chong Moyuka Uchijima | 6–4, 7–5          |